# Korfantów (gromada)
Korfantów – dawna gromada, czyli najmniejsza jednostka podziału terytorialnego Polskiej Rzeczypospolitej Ludowej w latach 1954–1972.
Gromady, z gromadzkimi radami narodowymi (GRN) jako organami władzy najniższego stopnia na wsi, funkcjonowały od reformy reorganizującej administrację wiejską przeprowadzonej jesienią 1954 do momentu ich zniesienia z dniem 1 stycznia 1973, tym samym wypierając organizację gminną w latach 1954–1972.
Gromadę Korfantów z siedzibą GRN w Korfantowie (wówczas wsi) utworzono – jako jedną z 8759 gromad na obszarze Polski – w powiecie niemodlińskim w woj. opolskim, na mocy uchwały nr VII/24/54 WRN w Opolu z dnia 4 października 1954. W skład jednostki weszły obszary dotychczasowych gromad Korfantów, Kuropas, Rączka, Wielkie Łąki, Włostowa i Ulianówka ze zniesionej gminy Korfantów w tymże powiecie. Dla gromady ustalono 22 członków gromadzkiej rady narodowej.
31 grudnia 1959 do gromady Korfantów włączono obszar zniesionej gromady Stara Jamka oraz wieś Przydroże Małe ze zniesionej gromady Przydroże Małe w tymże powiecie.
Gromada przetrwała do końca 1972 roku, czyli do kolejnej reformy gminnej. 1 stycznia 1973 w powiecie niemodlińskim reaktywowano gminę Korfantów (od 1999 gmina należy do powiatu nyskiego).